# Молчанов, Матвей Осипович
Матвей Осипович Молчанов (1864 — после 1917) — крестьянин, член IV Государственной думы от Тамбовской губернии.

## Биография
Православный, крестьянин села Большая Лазовка Больше-Лазовской волости Тамбовского уезда.
Образование получил домашнее. Занимался земледелием (28 десятин). Состоял сельским старостой, волостным старшиной (1905—1909) и членом Тамбовской уездной земской управы (1910—1912).
В 1912 году был избран членом Государственной думы от Тамбовской губернии съездом уполномоченных от волостей. Входил во фракцию русских националистов и умеренно-правых (ФНУП), после её раскола в августе 1915 года — в группу прогрессивных националистов и Прогрессивный блок. Состоял членом комиссий: продовольственной, земельной, по переселенческому делу и о народном здравии.
9 января 1915 года, по решению Тамбовского губернского по земским и городским делам присутствия, против Молчанова было возбуждено уголовное преследование по обвинению в превышении власти и финансовых злоупотреблениях при постройке Львовской, Большой Лазовской, Николаевской и Старо-Грязновской земских школ и ремонте Абакумовской земской больницы.
Судьба после 1917 года неизвестна.